# Wustsiefen
Wustsiefen war ein Ortsteil von Overath im Rheinisch-Bergischen Kreis in Nordrhein-Westfalen, Deutschland. Der Ort fiel Ende des 20. Jahrhunderts wüst.

## Lage
Der Ortsteil Wustsiefen ist nur noch in älteren Karten und Listen auszumachen. Er war oberhalb der heutigen Kreisstraße 38 zu finden, rund 500 Meter westlich von Kleinbalken. Nahebei entspringen einige Quellen des Lehmichbachs.

## Geschichte
Seit 1633 bestand das Hofgericht Overath. Seine Zuständigkeit erstreckte sich über die zum Kirchspiel Overath gehörenden Güter hinaus. Auch Wustsiefen war dem Overather Höfeverband mit seinen Höfen (Ortschaften) Obersteeg, Oberbech, Lokenbach, Wüsterhöhe und der Balker Höhe angeschlossen.
Die Topographia Ducatus Montani des Erich Philipp Ploennies, Blatt Amt Steinbach, belegt, dass der Wohnplatz bereits 1715 eine Hofstelle besaß, die als Wustsiefen beschriftet und als Freihof ausgezeichnet ist. Carl Friedrich von Wiebeking benennt die Hofschaft auf seiner Charte des Herzogthums Berg 1789 als Wüstsiefen. Aus ihr geht hervor, dass der Ort zu dieser Zeit Teil der Honschaft Balken im Kirchspiel Overath war.
Der Ort ist auf der Topographischen Aufnahme der Rheinlande von 1817 als Wüstsiefen verzeichnet. Die Preußische Uraufnahme von 1845 zeigt den Wohnplatz unter dem Namen Wustsiefen. Ab der Preußischen Neuaufnahme von 1892 bis zur Ausgabe 1971 ist der Ort auf Messtischblättern als Wüstsiefen verzeichnet.
1822 lebten sechs Menschen im als Hof kategorisierten und als Wustseifen bezeichneten Ort, der nach dem Zusammenbruch der napoleonischen Administration und deren Ablösung zur Bürgermeisterei Overath im Kreis Mülheim am Rhein gehörte. Für das Jahr 1830 werden für den als Wustseifen bezeichneten Ort 40 Einwohner angegeben. Der 1845 laut der Uebersicht des Regierungs-Bezirks Cöln als Hof kategorisierte und als Wustsiefen bezeichnete Ort besaß zu dieser Zeit vier Wohngebäude mit 21 Einwohnern, alle katholischen Bekenntnisses.
Die Liste Einwohner und Viehstand von 1848, die unter anderem der Steuererhebung diente, zählt in Wustsiefen achtzehn Einwohner, darunter sechs Kinder. Sie nennt Namen und Beruf der Haushaltungsvorstände. Drei von ihnen waren Ackerer: Anton Büscher (und Pächter, 1 Ochse, 2 Kühe, 2 Schweine), Wilhelm Fischer (1 Ochse, 2 Kühe, 1 Rind, 1 Ziege, 1 Schwein) und Michael Funk (1 Ochse, 3 Kühe, 2 Schweine). Als  ohne Gewerb waren Gerhard Büscher (3 Ziegen) und Christ. Brochhagen (arm, kein Vermögen) aufgeführt und als taubstumm der alleinstehende Schuster Johann Dahl.
Die Gemeinde- und Gutbezirksstatistik der Rheinprovinz führt Wustsiefen 1871 mit drei Wohnhäusern und 24 Einwohnern auf. Im Gemeindelexikon für die Provinz Rheinland von 1888 werden für Wustsiefen fünf Wohnhäuser mit 22 Einwohnern angegeben. 1895 hat der Ort fünf Wohnhäuser mit 22 Einwohnern,
Im Adressbuch von Heiligenhaus von 1901 sind für Wustsiefen verzeichnet: Johann R. Bromberg, Wilhelm Meeger und Wilhelm Rott, alles Ackerer, wobei Meeger zusätzlich als Pächter beschrieben ist.  
1905 werden drei Wohnhäuser und 16 Einwohner angegeben.
Der Ort wurde in den 1970er Jahren abgetragen.